# Mickevičius
Mickevičius ist ein litauischer männlicher Familienname. 
Der Name ist mit dem polnischen Namen Mickiewicz verwandt. 

## Weibliche Formen
- Mickevičiūtė (ledig)
- Mickevičienė (verheiratet)

## Namensträger
- Juozas Mickevičius (Historiker) (1900–1984), litauischer Historiker
- Juozas Mickevičius (Pädagoge) (1907–1974), litauischer Pädagoge und Hochschullehrer
- Vincas Krėvė-Mickevičius (1882–1954), litauischer Schriftsteller, Philologe, Politiker und Premierminister
- Vincas Mickevičius-Kapsukas (1880–1935), litauischer KP-Führer und Regierungschef